# Chenay-le-Châtel
Pour les articles homonymes, voir Chatel.
Chenay-le-Châtel est une commune française située dans le département de Saône-et-Loire, en région Bourgogne-Franche-Comté.

## Géographie

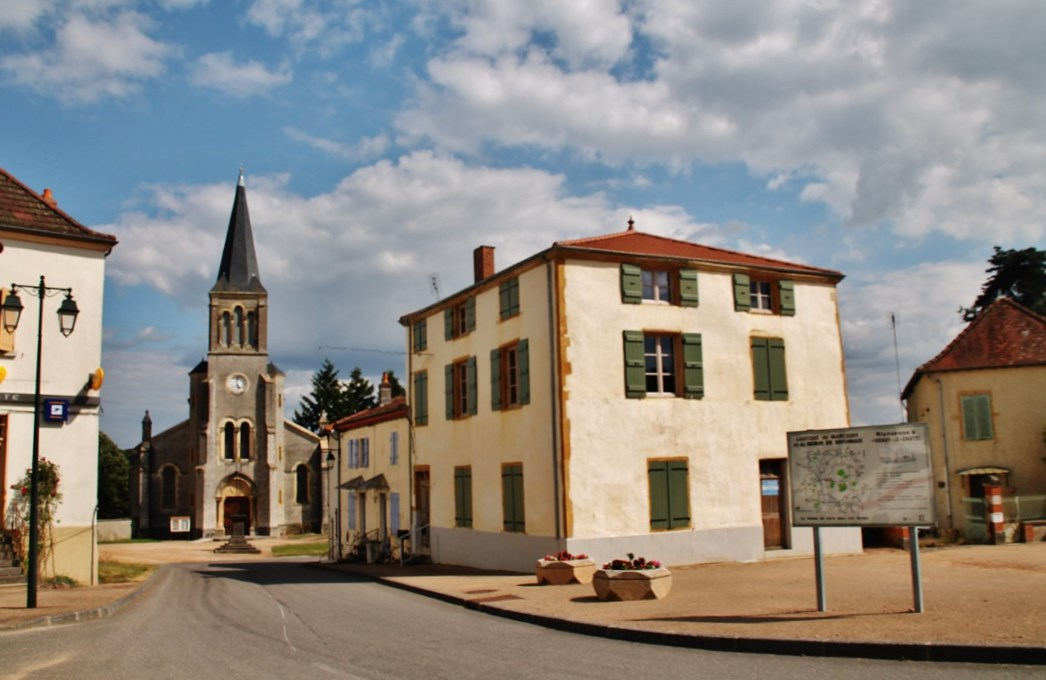

Chenay-le-Châtel, commune de Saône-et-Loire, limitrophe du département de la Loire, fait partie du Brionnais.
C'est l'une des six communes du département de Saône-et-Loire située sur la rive gauche de la Loire (à l'ouest du fleuve dans cette partie de son cours).

### Communes limitrophes
Les communes limitrophes sont Céron, La Pacaudière, Saint-Martin-d'Estréaux, Urbise, Vivans, Artaix et Melay.

### Géologie et relief
La superficie de la commune est de 32,14 km2 ; son altitude varie de 267  à   344 mètres.

### Hydrographie

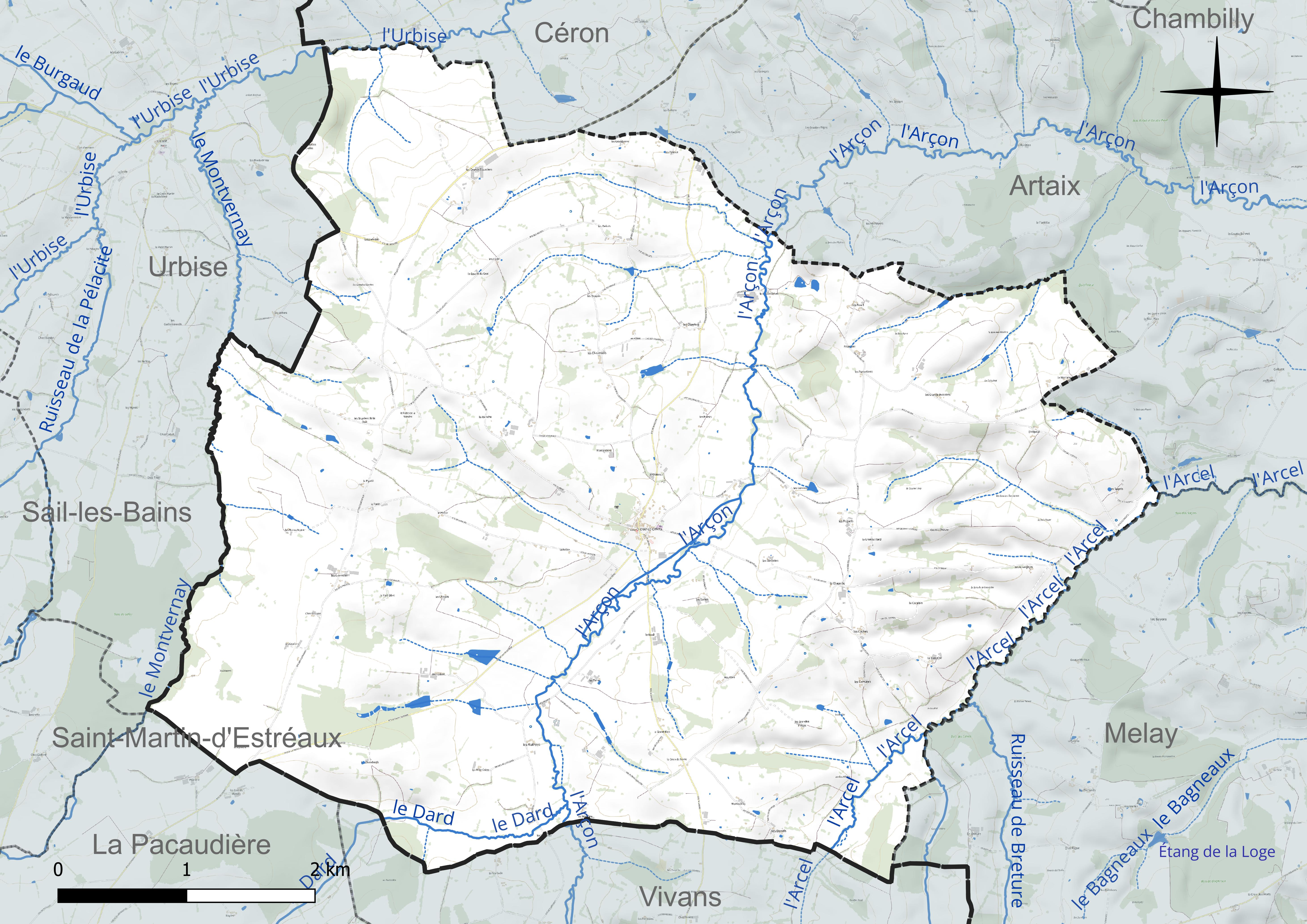
Carte hydrographique de la commune.

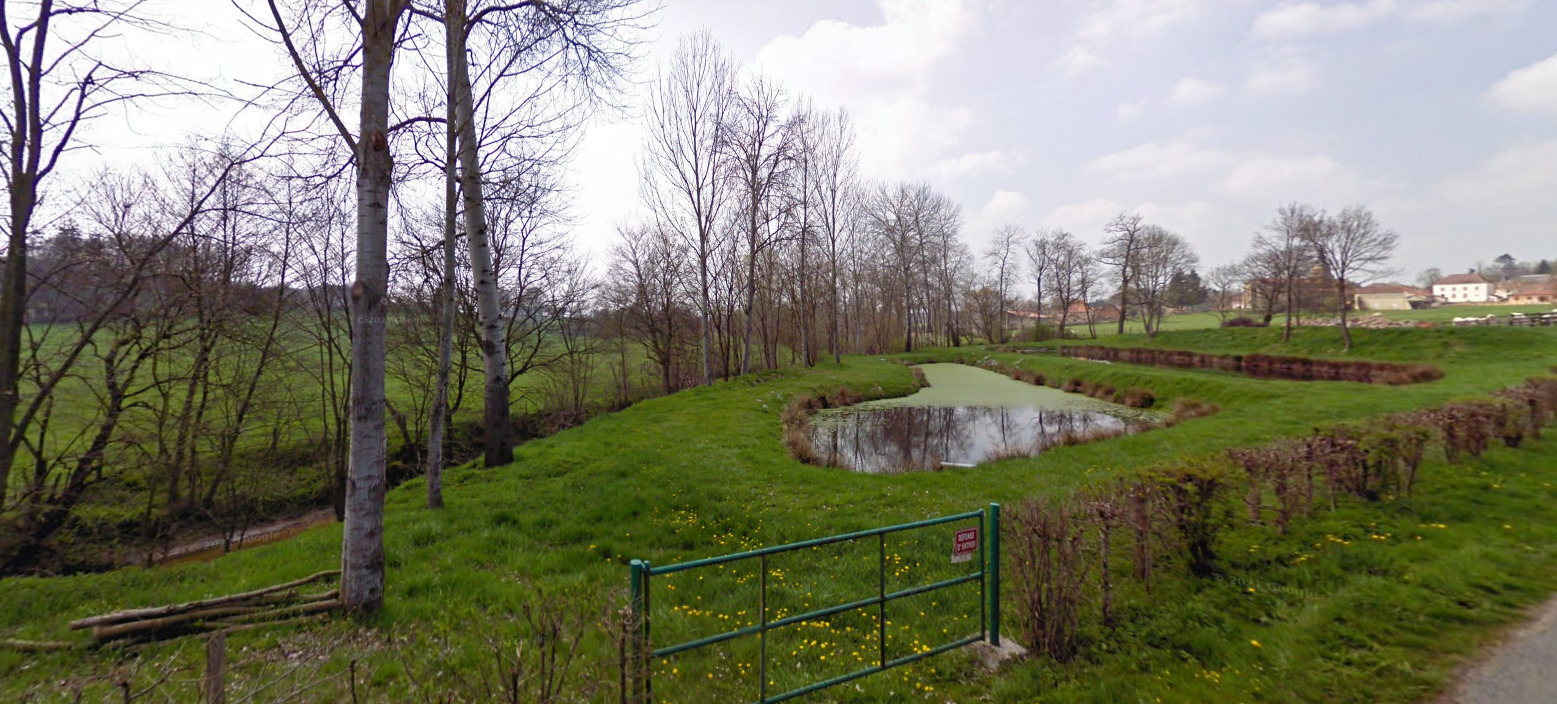
L'Arçon à la station épuration de Chenay-le-Châtel.

### Climat
Pour des articles plus généraux, voir Climat de la Bourgogne-Franche-Comté et Climat de Saône-et-Loire.
En 2010, le climat de la commune est de type climat océanique dégradé des plaines du Centre et du Nord, selon une étude du Centre national de la recherche scientifique s'appuyant sur une série de données couvrant la période 1971-2000. En 2020, Météo-France publie une typologie des climats de la France métropolitaine dans laquelle la commune est dans une zone de transition entre le climat océanique altéré et le climat de montagne ou de marges de montagne et est dans la région climatique Centre et contreforts nord du Massif Central, caractérisée par un air sec en été et un bon ensoleillement.
Pour la période 1971-2000, la température annuelle moyenne est de 10,9 °C, avec une amplitude thermique annuelle de 16,8 °C. Le cumul annuel moyen de précipitations est de 798 mm, avec 11,9 jours de précipitations en janvier et 7,3 jours en juillet. Pour la période 1991-2020, la température moyenne annuelle observée sur la station météorologique de Météo-France la plus proche, « Arfeuilles », sur la commune d'Arfeuilles à 18 km à vol d'oiseau, est de 11,2 °C et le cumul annuel moyen de précipitations est de 951,6 mm. 
La température maximale relevée sur cette station est de 39,3 °C, atteinte le 27 juin 2019 ; la température minimale est de −18 °C, atteinte le 7 février 2012,,.
Les paramètres climatiques de la commune ont été estimés pour le milieu du siècle (2041-2070) selon différents scénarios d'émission de gaz à effet de serre à partir des nouvelles projections climatiques de référence DRIAS-2020. Ils sont consultables sur un site dédié publié par Météo-France en novembre 2022.

### Paysages
Brionnais est une terre d'embouche[C'est-à-dire ?], un peu de céréales et de vignes. Territoire ondulé, formé de petites collines renfermant des vallées peu profondes comme celle de l'Arçon et de l'Arcelles, deux rivières tributaires de la Loire à Artaix.

## Urbanisme

### Typologie
Au 1er janvier 2024, Chenay-le-Châtel est catégorisée commune rurale à habitat très dispersé, selon la nouvelle grille communale de densité à sept niveaux définie par l'Insee en 2022.
Elle est située hors unité urbaine. Par ailleurs la commune fait partie de l'aire d'attraction de Roanne, dont elle est une commune de la couronne,. Cette aire, qui regroupe 88 communes, est catégorisée dans les aires de 50 000 à moins de 200 000 habitants,.

### Occupation des sols

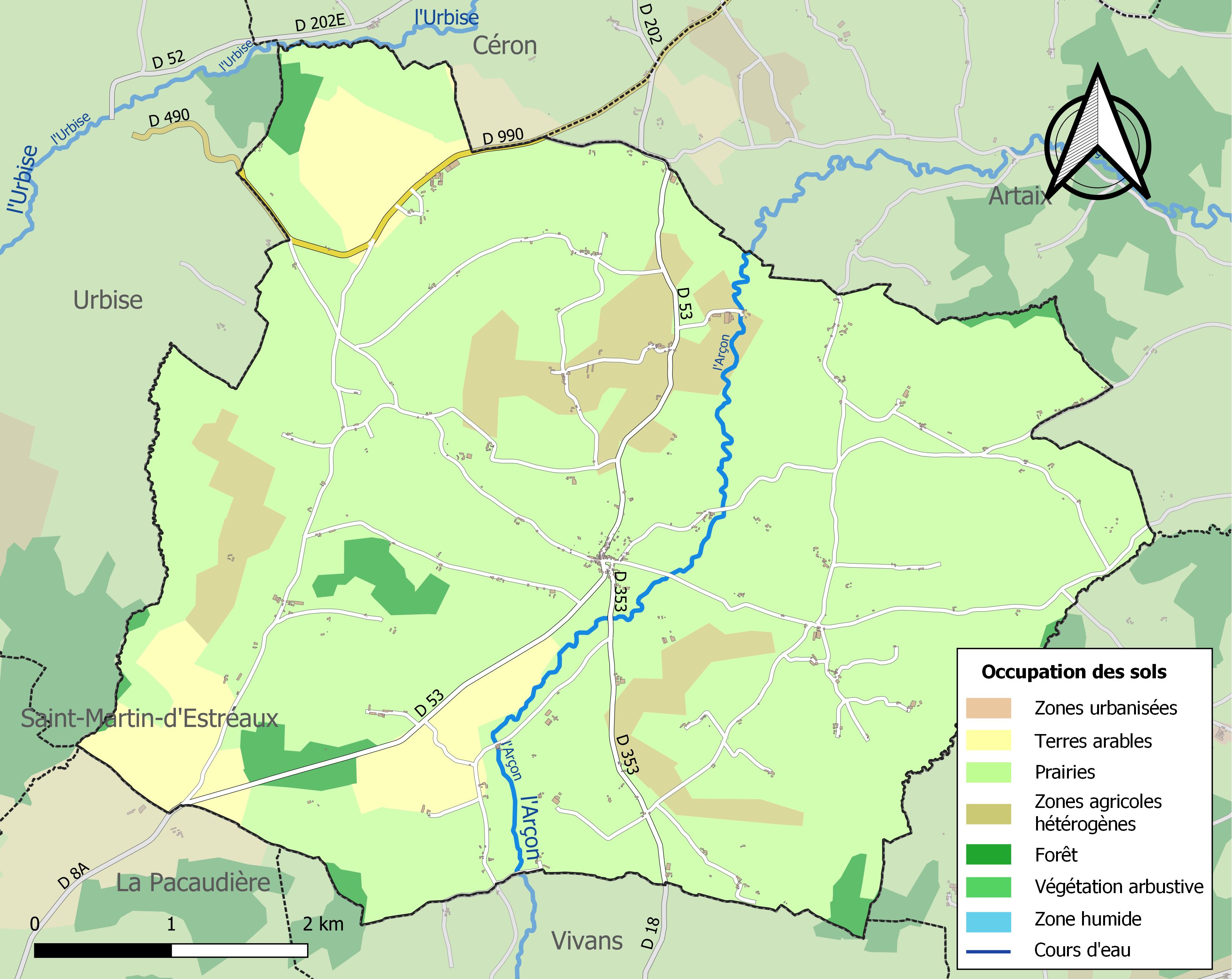
Carte des infrastructures et de l'occupation des sols de la commune en 2018 (CLC).

L'occupation des sols de la commune, telle qu'elle ressort de la base de données européenne d’occupation biophysique des sols Corine Land Cover (CLC), est marquée par l'importance des territoires agricoles (96,8 % en 2018), une proportion identique à celle de 1990 (96,8 %). La répartition détaillée en 2018 est la suivante : prairies (80,5 %), zones agricoles hétérogènes (8,4 %), terres arables (8 %), forêts (3,2 %). L'évolution de l’occupation des sols de la commune et de ses infrastructures peut être observée sur les différentes représentations cartographiques du territoire : la carte de Cassini (XVIIIe siècle), la carte d'état-major (1820-1866) et les cartes ou photos aériennes de l'IGN pour la période actuelle (1950 à aujourd'hui).

### Habitat et logement
En 2020, le nombre total de logements dans la commune était de 246, alors qu'il était de 240 en 2015 et de 228 en 2010.
Parmi ces logements, 69,8 % étaient des résidences principales, 16,1 % des résidences secondaires et 14,1 % des logements vacants. Ces logements étaient pour 94,3 % d'entre eux des maisons individuelles et pour 5,3 % des appartements.
Le tableau ci-dessous présente la typologie des logements à Chenay-le-Châtel en 2020 en comparaison avec celle de Saône-et-Loire et de la France entière. Une caractéristique marquante du parc de logements est ainsi une proportion de résidences secondaires et logements occasionnels (16,1 %) supérieure à celle du département (7,4 %) et à celle de la France entière (9,7 %). Concernant le statut d'occupation de ces logements, 83,2 % des habitants de la commune sont propriétaires de leur logement (84 % en 2015), contre 64,2 % pour la Saône-et-Loire et 57,5 pour la France entière.
| Typologie                                               | Chenay-le-Châtel | Saône-et-Loire | France entière |
| ------------------------------------------------------- | ---------------- | -------------- | -------------- |
| Résidences principales (en %)                           | 69,8             | 82,3           | 82,1           |
| Résidences secondaires et logements occasionnels (en %) | 16,1             | 7,4            | 9,7            |
| Logements vacants (en %)                                | 14,1             | 10,2           | 8,2            |

## Toponymie
Chenay-le-Châtel (Castrum chanoeum) tire son suffixe d'un antique château « implanté dans un lieu où poussent les chênes », château dont il ne reste aujourd'hui que la motte.

## Histoire

### Ancien Régime
Chenay faisait autrefois partie du diocèse d'Autun, et son patron était le prieur d'Anzy-le-Duc, dont la cure était sous le patronage de l'abbaye Saint-Martin d'Autun, qui en eut confirmation par une bulle du pape Alexandre III réfugié en France, et datée d'avril 1164, charte dans laquelle Chenay est désigné sous le nom de Canato.
La paroisse dépendait de la justice du château de Maulevrier et du bailliage et recette de Semur-en-Brionnais. Mais une partie des hameaux était en Forez (bailliage de Montbrison).
La motte de Chenay
En 1390, une visite du château qui a donné son suffixe au nom de la commune nous précise qu'il comprend : une salle, une cuisine, une tour carrée, une tour ronde, un pont-levis et une basse-cour, le tout défendu par une enceinte de bois. Aujourd'hui le site est occupé par une exploitation agricole. La motte de forme circulaire mesure 25 mètres de diamètre et elle est haute de 6 mètres. Deux enclos large chacun de 30 mètres l'entourait et sa défense était assurée par des fossés partiellement comblés de nos jours.
En 1233, le chevalier Himbertus de Sarreceyo reprend en fief le domaine de Chenay du comte de Nivernais et Forez. En 1380, le château est cité et il est la possession de la famille de Chaugy qui le conservera jusqu'à la fin du XVIe siècle. Il passe alors aux familles de Blot, puis de Thenay et de la Guiche qui le cède à François Andrault de Langeron, marquis de Maulevrier (Melay) en 1670. Après la Révolution, Adélaïde Geneviève de Langeron donnera Chenay et Maulevrier à Léonce Louis Melchior de Vogüé, son petit-fils.

#### Les Hospitaliers
Le territoire actuel de Chenay a comporté jadis la petite paroisse de l'Hôpital-de-Chenay qui a été supprimée à la Révolution française. Le hameau de l'hôpital était une possession des Hospitaliers l'ordre de Saint-Jean de Jérusalem, initialement membre de la commanderie d'Anglure puis de celle de Beugnet au sein du grand prieuré d'Auvergne.
Son nom proviendrait de l'existence d'un hôpital sur une route menant à Saint-Jacques-de-Compostelle. Qui dit paroisse dit église. Il existait effectivement une chapelle (avec son cimetière). De cette chapelle subsiste un petit bâtiment à usage de grange et situé non pas au lieu-dit l'Hôpital, mais aux Sagets. Les cahiers paroissiaux de l'hôpital sont annexés à ceux de Chenay dans l'exemplaire des archives départementales (les BMS de la mairie n'existent plus).

### Époque contemporaine
En 1897, la commune comptait sept aubergistes, deux marchands de bois, deux bouchers, deux boulangers, un charpentier, deux charrons, un marchand de chaux, trois cordonniers, six couturières, six épiciers, trois forgerons, un jardinier, quatre maçons, deux maréchaux-ferrants, trois menuisiers, trois meuniers, deux modistes, deux quincailliers, deux marchands de sabots, deux marchands de tabac et quatre tailleurs d'habits. Tous ces commerçants et artisans on pratiquement disparu (il reste néanmoins un épicier faisant office de dépôt de pain et un boucher plus quelques artisans ainsi qu'une école et un bureau de poste).

## Politique et administration

### Rattachements administratifs et électoraux

#### Rattachements administratifs
La commune se trouve dans l'arrondissement de Charolles du département de la Saône-et-Loire.
Elle faisait partie depuis 1801 du canton de Marcigny. Dans le cadre du redécoupage cantonal de 2014 en France, cette circonscription administrative territoriale a disparu, et le canton n'est plus qu'une circonscription électorale.

#### Rattachements électoraux
Pour les élections départementales, la commune fait partie depuis 2014 du canton de Paray-le-Monial
Pour l'élection des députés, elle fait partie de la deuxième circonscription de Saône-et-Loire.

### Intercommunalité
Chenay-le-Châtel est membre de la communauté de communes de Marcigny, un établissement public de coopération intercommunale (EPCI) à fiscalité propre créé fin 1993  et auquel la commune a transféré un certain nombre de ses compétences, dans les conditions déterminées par le code général des collectivités territoriales.

### Liste des maires
| Période                                  | Période                        | Identité          | Étiquette | Qualité |
| ---------------------------------------- | ------------------------------ | ----------------- | --------- | --- |
| Les données manquantes sont à compléter. |                                |                   |           | |
|                                          |                                |                   |           | |
| octobre 1947                             | juin 1995                      | Maurice Peguet    |           | Éleveur, syndicaliste agricole Président fondateur de deux Cuma Président d’une caisse locale d’assurance Administrateur de la caisse locale et régionale du Crédit agricole Officier du Mérite agricole |
| juin 1995                                | 2014                           | Hubert Rondy      |           | |
| 2014                                     | mai 2023                       | Cathy Bailly      |           | Vice-présidente de la communauté de communes de Marcigny ( ? → 2023) Chevalière de l’ordre des Palmes académiques Morte en fonction                                                                      |
| juillet 2023                             | En cours (au 30 novembre 2023) | Philippe Duplatre |           | Ingénieur ou cadre technique d'entreprise |

## Équipements et services publics

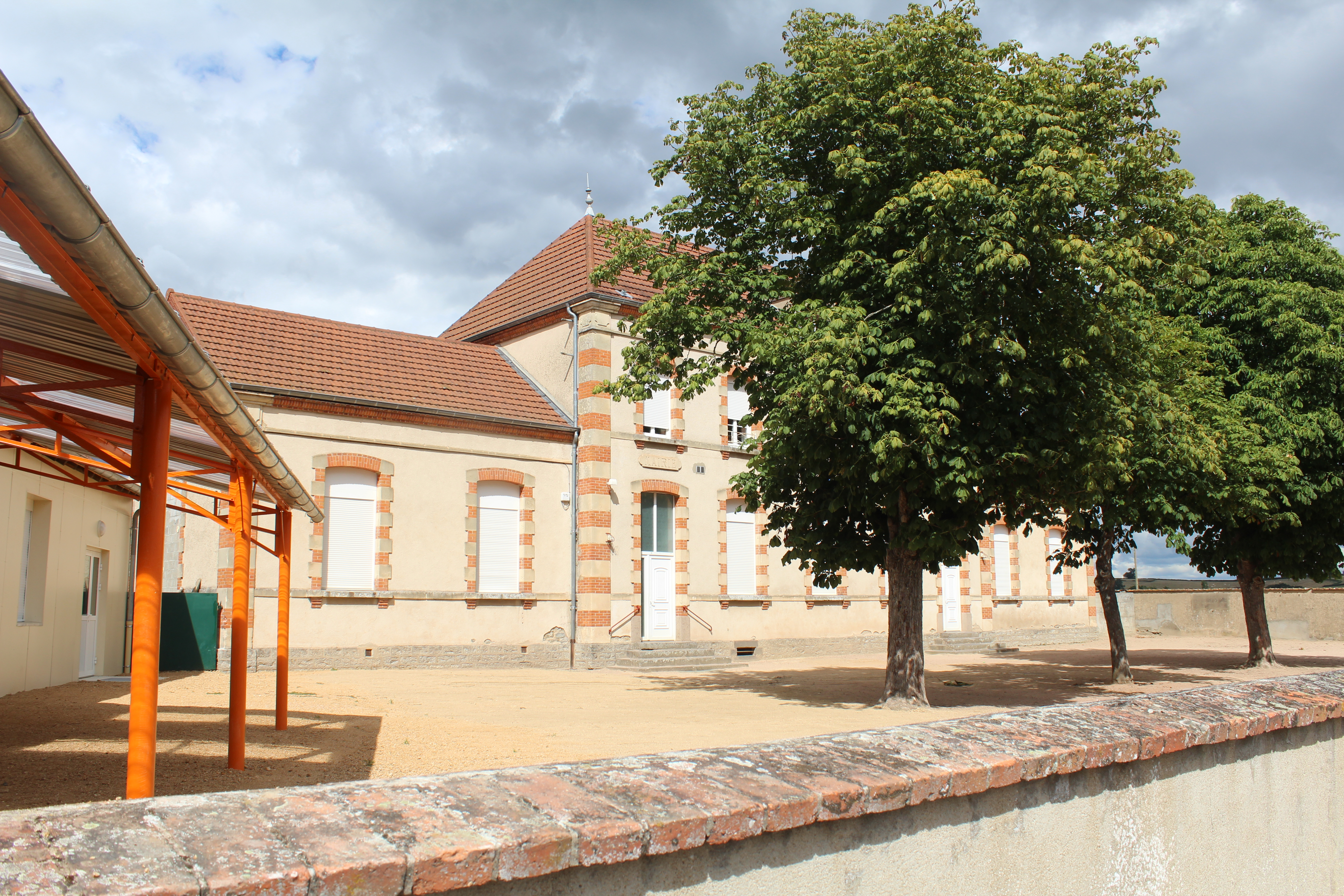
L'école.

### Enseignement
Un RPI (regroupement pédagogique intercommunal) regroupe les écoles de Melay, Chenay-le-Châtel et Artaix.

## Population et société
Les habitants sont les Chenaillots et les Chenaillotes, Chenayots.

### Démographie
L'évolution du nombre d'habitants est connue à travers les recensements de la population effectués dans la commune depuis 1793. Pour les communes de moins de 10 000 habitants, une enquête de recensement portant sur toute la population est réalisée tous les cinq ans, les populations de référence des années intermédiaires étant quant à elles estimées par interpolation ou extrapolation. Pour la commune, le premier recensement exhaustif entrant dans le cadre du nouveau dispositif a été réalisé en 2007.

En 2022, la commune comptait 373 habitants, en évolution de −4,11 % par rapport à 2016 (Saône-et-Loire : −1,06 %, France hors Mayotte : +2,11 %).
| 1793 | 1800  | 1806  | 1821  | 1831  | 1836  | 1841  | 1846  | 1851  |
| ---- | ----- | ----- | ----- | ----- | ----- | ----- | ----- | ----- |
| 960  | 1 065 | 1 027 | 1 053 | 1 055 | 1 087 | 1 118 | 1 142 | 1 200 |

| 1856  | 1861  | 1866  | 1872  | 1876  | 1881  | 1886  | 1891  | 1896  |
| ----- | ----- | ----- | ----- | ----- | ----- | ----- | ----- | ----- |
| 1 247 | 1 210 | 1 250 | 1 285 | 1 250 | 1 222 | 1 217 | 1 186 | 1 168 |

| 1901  | 1906  | 1911  | 1921 | 1926 | 1931 | 1936 | 1946 | 1954 |
| ----- | ----- | ----- | ---- | ---- | ---- | ---- | ---- | ---- |
| 1 171 | 1 134 | 1 105 | 913  | 913  | 865  | 831  | 701  | 679  |

| 1962 | 1968 | 1975 | 1982 | 1990 | 1999 | 2006 | 2007 | 2012 |
| ---- | ---- | ---- | ---- | ---- | ---- | ---- | ---- | ---- |
| 646  | 602  | 531  | 477  | 404  | 386  | 396  | 397  | 402  |

| 2017 | 2022 | - | - | - | - | - | - | - |
| ---- | ---- | - | - | - | - | - | - | - |
| 382  | 373  | - | - | - | - | - | - | - |

## Culture locale et patrimoine

### Lieux et monuments

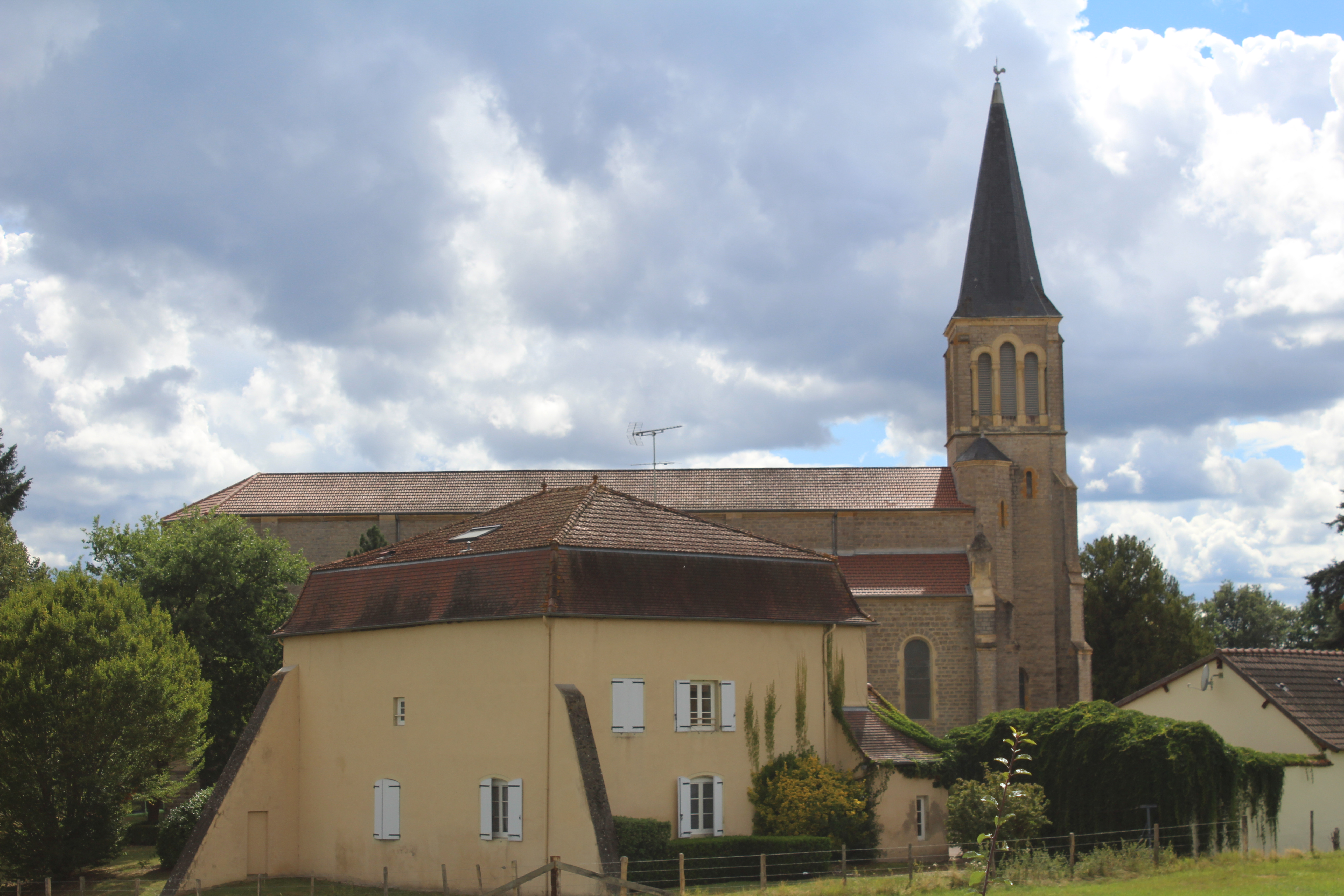
Église Saint-Martin.

- L'église actuelle (XIXe siècle) a remplacé une église assez remarquable datant du XIe siècle et dont la construction est à rattacher parmi les constructions des moines de l'abbaye de Saint-Martin d'Autun selon Jacques-Gabriel Bulliot, dont il donne la description suivante :

« Le plein cintre domine généralement dans toutes les arcatures, au sanctuaire, au chœur, dans les fenêtres; la porte principale offre seule une faible trace d'ogive. La nef, longue de 14,52 m, large de 7,90 m, présente contrairement aux autres basiliques de l'Abbaye d'Autun, une déviation sensible de l'axe longitudinal O-N. Quelques additions ont légèrement modifié le plan primitif de cette église. Plusieurs fenêtres furent supprimées pour faire place à des dispositions nouvelles ; une porte latérale a été ouverte à gauche en 1699, comme l'indique la date inscrite sur la clef de voûte.
Les chapiteaux des six colonnes qui soutiennent les arcs du sanctuaire sont ornés de feuille d'acanthe, d'un assez bon travail, renversées sur les chapiteaux de gauche. Dans le reste de l'église, ils sont chargés de sujets sculptés représentant des scènes de l'Ancien Testament. Sur la colonne engagée, Adam succombant à la tentation, reçoit le fruit défendu ; sur une des faces latérales, l'Ange le chasse du Paradis terrestre ; sur l'autre un horrible démon vomit un serpent. Sur le chapiteau opposé, la réparation correspond à la chute originelle. Le Rédempteur est né, et les Rois Mages sur des chevaux, suivent l'étoile mystérieuse. Hérode sur son siège royal, s'arrache les cheveux de désespoir ; les Mages prosternés baisent les mains de l'Enfant Sauveur assis sur les genoux de sa mère. Jésus-Christ emmailloté dans son berceau, est réchauffé par le bœuf et l'âne. La tentation dans le désert. Le Démon sous la figure du Sphinx, présent au Christ la pierre qu'il lui demande de changer en pain ; le Christ lui présent le livre, où est écrite la condamnation de Satan.
La lutte du Démon et de l'Ange gardien. L'Ange couvre le chrétien confié à sa protection de son bouclier où s'émousse le trident infernal ; il enfonce son glaive dans le front du Démon. Ailleurs, un homme accroupi, symbole du pécheur, voit ses seins dévorés par deux énormes serpents. »

### Personnalités liées à la commune
- Férréol Reuillet (1842-1887), médecin, chirurgien, homme politique, y est né. Conseiller général et député de la Loire le 1er octobre 1885 succédant à Charles Cherpin, sénateur. Auteur d'articles d'intérêt local et de publications scientifiques sur « Les Eaux granitiques du Roannais et les barrages ».

### Héraldique
| Blason de Chenay-le-Châtel | Blason  | Écartelé : aux 1er et 4e d'azur à trois étoiles d'argent, aux 2e et 3e d'argent à trois fasces vivrées de gueules. |
| Blason de Chenay-le-Châtel | Détails | Le statut officiel du blason reste à déterminer.                                                                   |

## Pour approfondir